# Munna Bhai M.B.B.S.
Série
Lage Raho Munna Bhai
(2006)
Pour plus de détails, voir Fiche technique et Distribution.
Munna Bhai M.B.B.S. (मुन्ना भाई एमबीबीएस) est un film indien réalisé par Rajkumar Hirani, sorti en Inde en 2003.

## Synopsis
Quand il s'est installé à Mumbai, Munna a formé un gang spécialisé dans les enlèvements et les demandes de rançons. Lors de la visite annuelle de ses parents à qui il dissimule ses véritables activités, le repaire du gang se transforme en hôpital dont Munna est le médecin-chef. Au cours d'une balade dans un parc de Mumbai, Hari, le père de Munna, rencontre le Dr. Asthana, un ancien ami perdu de vue. Les deux hommes conviennent que Shrinki, la fille du Dr. Asthana ferait une épouse parfaite pour le fils de Hari. Le mariage est sur le point d'être arrangé lorsque le Dr. Asthana découvre la vérité sur Munna. Il en informe Hari qui est terriblement déçu. Munna est désemparé. Pour faire à nouveau la fierté de ses parents, il décide de s'inscrire à l'université et d'obtenir un diplôme de médecin. De chef de gang à médecin, la reconversion de Munna est loin d'être évidente, surtout quand le doyen de l'université n'est autre que le Dr. Asthana...

## Fiche technique
- Titre : Munna Bhai M.B.B.S.
- Titre original : मुन्ना भाई एमबीबीएस
- Réalisateur : Rajkumar Hirani
- Scénario : Vidhu Vinod Chopra, Rajkumar Hirani, Lajan Joseph
- Dialogues : Abbas Tyrewala
- Musique : Anu Malik
- Paroles : Rahat Indori, Abbas Tyrewala
- Direction artistique : Nitin Desai
- Producteurs : Vidhu Vinod Chopra, Vir Chopra
- Pays : Inde
- Langues : Hindî, Anglais
- Durée : 155 min
- Sortie : 2003 (Inde)

## Distribution
- Sunil Dutt : Hari Prasad Sharma, le père de Munna
- Sanjay Dutt : Murli Prasad Sharma (Munna)
- Gracy Singh : Dr. Suman Asthana (Chinki)
- Arshad Warsi : Circuit
- Rohini Hattangadi : Parvati Sharma, la mère de Munna
- Boman Irani : Dr. J.C. Asthana
- Jimmy Shergill : Zaheer
- Suresh Chatwal : Manilal
- Kurush Deboo : Dr. Rustam Pavri
- Neha Dubey : Nandini, la danseuse de l'hôpital
- Mumait Khan : Apparition (chanson Sikhale)

## Musique
- Munna Bhai M.B.B.S. comporte 5 scènes chantées : Subah Hogayi Mammo ~ Munnabhai M.B.B.S. ~ Chaiyla Kya Soorat Thi ~ Sikhale ~ Chann Chann

## Autour du film
- Après 16 ans d'absence, Sunil Dutt, le père de Sanjay Dutt, a effectué son retour au cinéma dans Munna Bhai M.B.B.S.. Décédé en 2005, c'était sa dernière apparition dans un film.
- Le rôle de Munna a été initialement proposé à Shahrukh Khan. Après la défection de Shahrukh Khan qui a néanmoins apporté sa contribution à l'écriture du scénario, Vivek Oberoi a été pressenti pour interpréter le personnage avant que le rôle ne soit attribué à Sanjay Dutt.
- Le rôle du Dr. Suman Asthana a été d abord proposé à Aishwarya Rai qui l'a décliné. En effet elle a avoué dans le magazine Hello 2010 qu'elle n'aurait accepté le rôle que si Shahrukh avait fait partie du casting.
- M.B.B.S. est l'acronyme de « Bachelor of Medecine / Bachelor of Surgery » qui signifie Docteur en Médecine / Docteur en Chirurgie.
- Les chansons que l'on entend lors de la scène de bizutage où les anciens élèves font danser les nouveaux arrivants sur des musiques de Bollywood proviennent des films Kaante et Devdas.
- Il existe une version du film en tamoul (Vasoolraja M.B.B.S., avec Kamal Haasan et Prabhu) et une en télougou (Shankardada M.B.B.S., avec Chiranjeevi, Srikanth et Sonali Bendre).
- La suite de Munna Bhai M.B.B.S., intitulée Lage Raho Munna Bhai, est sortie en 2006. Pour séduire l'animatrice d'une radio, Munna se fait passer pour un professeur d'histoire, éminent spécialiste de la vie et des enseignements de Gandhi.

## Récompenses et distinctions
- En 2004, Munna Bhai M.B.B.S. a obtenu 4 Filmfare Awards :
  - Meilleur film (critiques)
  - Meilleur acteur dans un rôle comique : Sanjay Dutt (Boman Irani était également nommé dans cette catégorie)
  - Meilleur scénario
  - Meilleurs dialogues